# 馬克·瓦雷
馬克·瓦雷全名马克·托马斯·瓦雷（英語：Mark Thomas Valley，1964年12月24日—）是一位美國演員。他出演過的最著名的角色有在電視劇《波士頓法律》中飾演布拉德·蔡司，NBC電視劇《律政俏師太》中出演奧利佛·理查德。以及在福克斯電視劇《替身標靶》中出演克里斯多弗·切斯。

## 外部連結
- 馬克·瓦雷在互联网电影资料库（IMDb）上的資料（英文）
- 官方网站